# Sint-Katarina (Brugge)
Sint-Katarina is een wijk en parochie in Assebroek, een deelgemeente van de Belgische stad Brugge. De dichtbevolkte wijk ligt net ten zuidoosten van de historische binnenstad en wordt verder in het noorden begrensd door de wijk Sint-Kristoffel, in het oosten door de wijk Maria Assumpta, in het zuiden door de wijk Steenbrugge, en in het westen door het kanaal Gent-Brugge en Sint-Michiels.

## Geschiedenis
In 1270 was er voor het eerst sprake van de Sint-Katarinaparochie, gesticht als dochterparochie van de Onze-Lieve-Vrouwekerk in Brugge. Na de aanleg van de tweede stadsomwalling rond Brugge in 1297 lag ze deels binnen de Brugse poorten (ongeveer de huidige Maria Magdalenaparochie) en deels erbuiten, in een gebied dat als "Paallanden" werd aangeduid (grond van de stad buiten haar tweede omwalling, afgeboord met paalwerk).
Reeds in 1270 werd de kerk gebouwd, op grond die geschonken was door Margareta van Constantinopel, gravin van Vlaanderen, op de hoek van de huidige Vestingstraat en Edward de Denestraat, wat na 1297 in het gedeelte extra muros was. Deze kerk werd tijdens het conflict met de Gentenaren gesloopt in 1382, en herbouwd rond 1400 op ongeveer dezelfde plaats en met hetzelfde plan. Ze werd opnieuw gesloopt in 1578, net zoals alle andere grote gebouwen buiten de stadsmuren, en dit om strategische redenen tijdens de godsdienstoorlogen.
De parochie bleef bestaan met een eigen pastoor, maar de parochie-zonder-kerk verhuisde meermaals van kapel voor de erediensten. Vanaf 1584 maakte Odegem ook deel uit van de parochie Sint-Katarina, nadat in 1580 het Sint-Trudoklooster werd vernield. Deze toestand bleef bestaan tot 1803, toen een reorganisatie van de Brugse parochies werd uitgewerkt: het gedeelte van de parochie binnen de stadsvestingen werd in 1809 officieel de H. Maria Magdalenaparochie, het gedeelte buiten de stadsvestingen werd toegewezen aan Onze-Lieve-Vrouw van Assebroek.
Op initiatief van keizer Jozef II werden in 1784 de kerkhoven in de steden afgeschaft. De stad Brugge kocht een stuk grond van twee ha groot, toebehorend aan het Sint-Trudoklooster, om er een nieuwe begraafplaats aan te leggen. De eerste begrafenis vond plaats in 1787. Het kerkhof werd ingewijd op 3 november 1789. In 1820 was de stad volledig eigenaar van het kerkhof, vanaf dan de Centrale Stedelijke Begraafplaats. Enkele uitbreidingen volgden in 1841 en 1864. Heden bevindt zich op het kerkhof, dat in het zuiden van de wijk ligt, ook de Belgische militaire begraafplaats Brugge.

### Groeiende wijk en nieuwe parochie
Aan het begin van de 20e eeuw ontwikkelde zich een bescheiden industriële activiteit langs het kanaal Gent-Brugge en de Baron Ruzettelaan en aan de vesten. Er vestigden zich ook een aantal horticultuurbedrijven in de omgeving, vaak gespecialiseerd in het kweken van laurierbomen.
Toen rond 1905 La Brugeoise, producent van onder meer spoorwegmaterieel, zich vestigde aan de overkant van het kanaal, te Sint-Michiels, kwamen veel werknemers wonen in het nieuwe kwartier ten oosten van de "Steenbrugse Wandeling", zoals de Baron Ruzettelaan toen in de volksmond werd genoemd. De fabriek was - en is nog steeds - vanuit Sint-Katarina toegankelijk via een voetgangersbrug over het kanaal. De huidige Wantestraat, Barthelsstraat, Korte Dwarsstraat, Kleine Kerkhofstraat, Brugeoisestraat vormden de nieuwe wijk voor arbeiders, bedienden en kaderleden. De wijk groeide en verstedelijkte voort aan een hoog tempo en ook de bevolking nam snel toe.

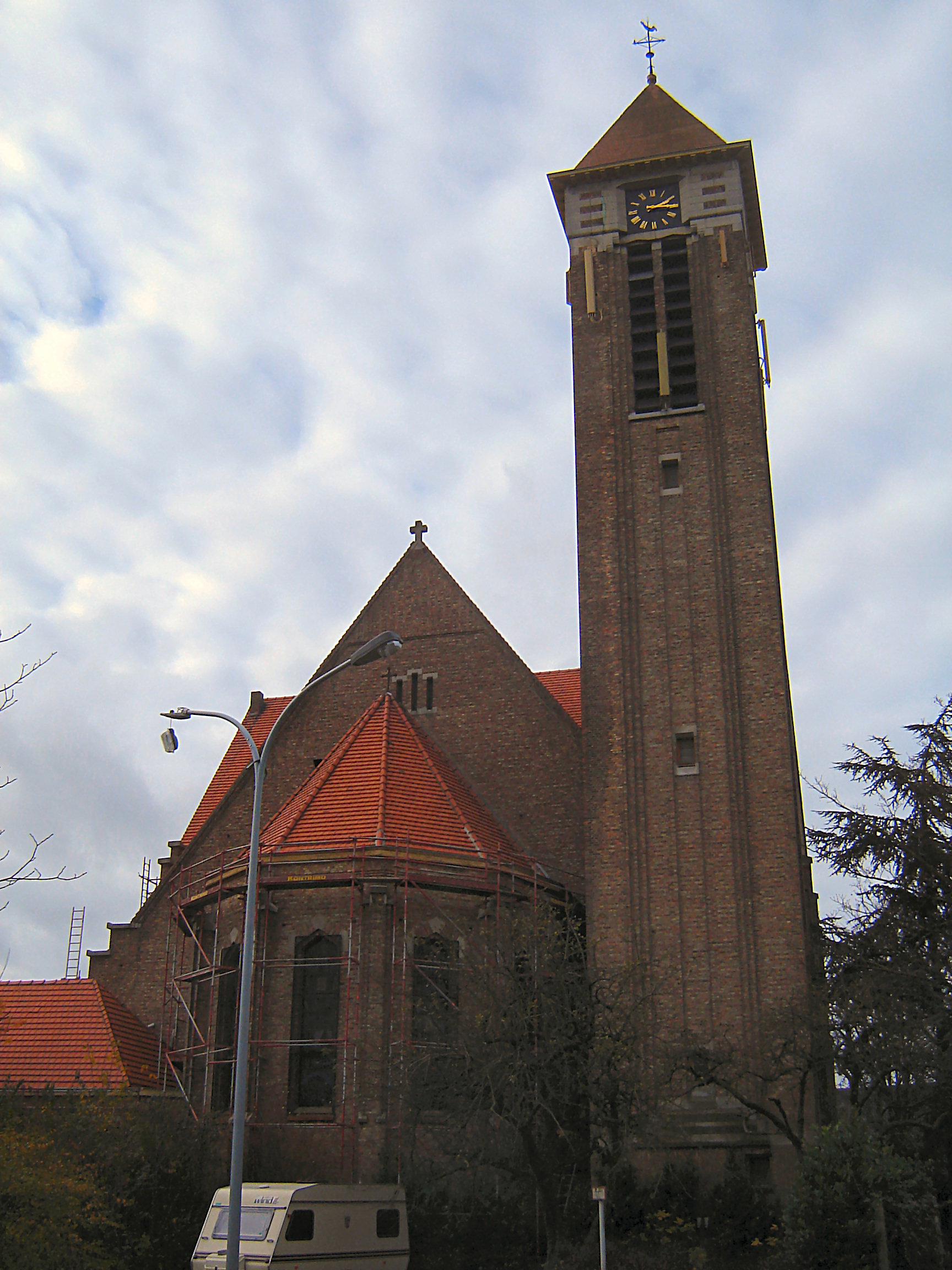
De Sint-Katarinakerk

Op 1 augustus 1907 richtten de inwoners uit deze nieuwe woonwijk een verzoekschrift om in deze volkrijke buurt een nieuwe parochie te stichten. Over de noodzaak om een nieuwe parochie op te richten was men het vlug eens, over de grenzen van die parochie verliep de discussie uiterst moeizaam. Uiteindelijk werd bij KB van 14 maart 1910 de nieuwe Sint-Katarinaparochie, die de patrones van de eerste Sint-Katarinaparochie aannam, opgericht.
Er was een nauwkeurige grensbeschrijving en de parochie telde 3.133 parochianen, waarvan 461 woonden op het grondgebied van Sint-Michiels.
De bouw van een parochiekerk was de eerste belangrijke taak. Ondertussen kon de parochie wel vrij vlug gebruikmaken van een noodkerk: sinds 1908 stond er in de huidige Sint-Katarinastraat een klooster van de Zusters van Spermalie van Brugge met een meisjesschool. Vanaf april 1910 deed de kapel en aanpalende klaslokalen dienst als voorlopige kerk en sacristie.
Hoewel de besprekingen voor de bouw van de nieuwe kerk uiterst moeizaam verliepen, met knelpunten rond plaats, subsidies, gemeenteraden, kerkfabriek, werd in februari 1912 een wedstrijd uitgeschreven voor architecten. De jury weerhield het project van ingenieur-architect Alfons Van Coillie uit Roeselare en in augustus 1913 werden de plannen goedgekeurd in de gemeenteraad. Als laatste in de rij stemde de provincieraad in juli 1914 een toelage goed van 1/5 van de totale onkosten.
Door het uitbreken van de Eerste Wereldoorlog in 1914 werd de uitvoering van de bouwplannen echter uitgesteld.
In 1932 was er nog steeds geen kerk. Alle bouwplannen werden herbekeken en op 31 december 1932 konden de notariële akten ondertekend worden voor de bouwterreinen van kerk, pastorie en onderpastorie.
In augustus 1933 werd gestart met de bouw en in februari 1934 was de kerk afgewerkt.
In de verdere loop van de 20e eeuw, en in vooral in de tweede helft ervan, werd de wijk verder volgebouwd, onder andere met nieuwe verkavelingen ten zuidwesten van de Sint-Katarinakerk en appartementsbouw nabij de Buiten Gentpoortvest.

## Verkeer en vervoer
De belangrijkste verkeersassen door- of langsheen Sint-Katarina zijn de N50 (Baron Ruzettelaan), die door het uiterste westen van de wijk loopt, de N337 (Generaal Lemanlaan), langs de noordrand van Sint-Katarina, en de R30, langs noordwestrand van de wijk.
Lijn 2 van de Brugse stadsbussen bedient de wijk zelf, lijnen 1 en 11 en streeklijnen 62 en 63 bedienen het noorden van de wijk via de Generaal Lemanlaan, en voorstadslijn 20 en streeklijn 21 bedienen het westen van de wijk via de Baron Ruzettelaan.
Deelgemeenten: Assebroek · Dudzele · Koolkerke · Lissewege · Sint-Andries · Sint-Kruis · Sint-Michiels

Zie ook: lijst van wijken en kernen in Brugge

Belgische gemeenten · Arrondissement Brugge · West-Vlaanderen · Vlaanderen